# سانتوس-دومونت شماره ۶
سانتوس-دومونت شماره ۶ (به انگلیسی: Santos-Dumont number 6) یک کشتی هوایی ساختِ کارخانهٔ البرتو سانتوس در کشور فرانسه است. این کشتی هوایی برای نخستین بار در ۱۹۰۱ میلادی مورد استفاده قرار گرفت.